# Alingsås (comuna)
Alingsås (em sueco: Alingsås kommun) é uma comuna do oeste do condado da Västra Götaland na Suécia.  
Sua capital é a cidade de Alingsås. 
Faz parte da Área Metropolitana de Gotemburgo.

Possui 472 quilômetros quadrados e segundo censo de 2018, havia 41 070 pessoas. A comuna está coberta por florestas com diversos lagos. Na parte norte há zonas agrícolas, onde é cultivada aveia, centeio e trigo.

## Localidades principais
Localidades com mais população da comuna (2018):

| Nr | Localidade     | População (2018) |
| -- | -------------- | ---------------- |
| 1  | Alingsås       | 27 266           |
| 2  | Ingared        | 2 014            |
| 3  | Sollebrunn     | 1 533            |
| 4  | Västra Bodarna | 1 339            |
| 5  | Gräfsnäs       | 395              |

Comuna de Alingsås
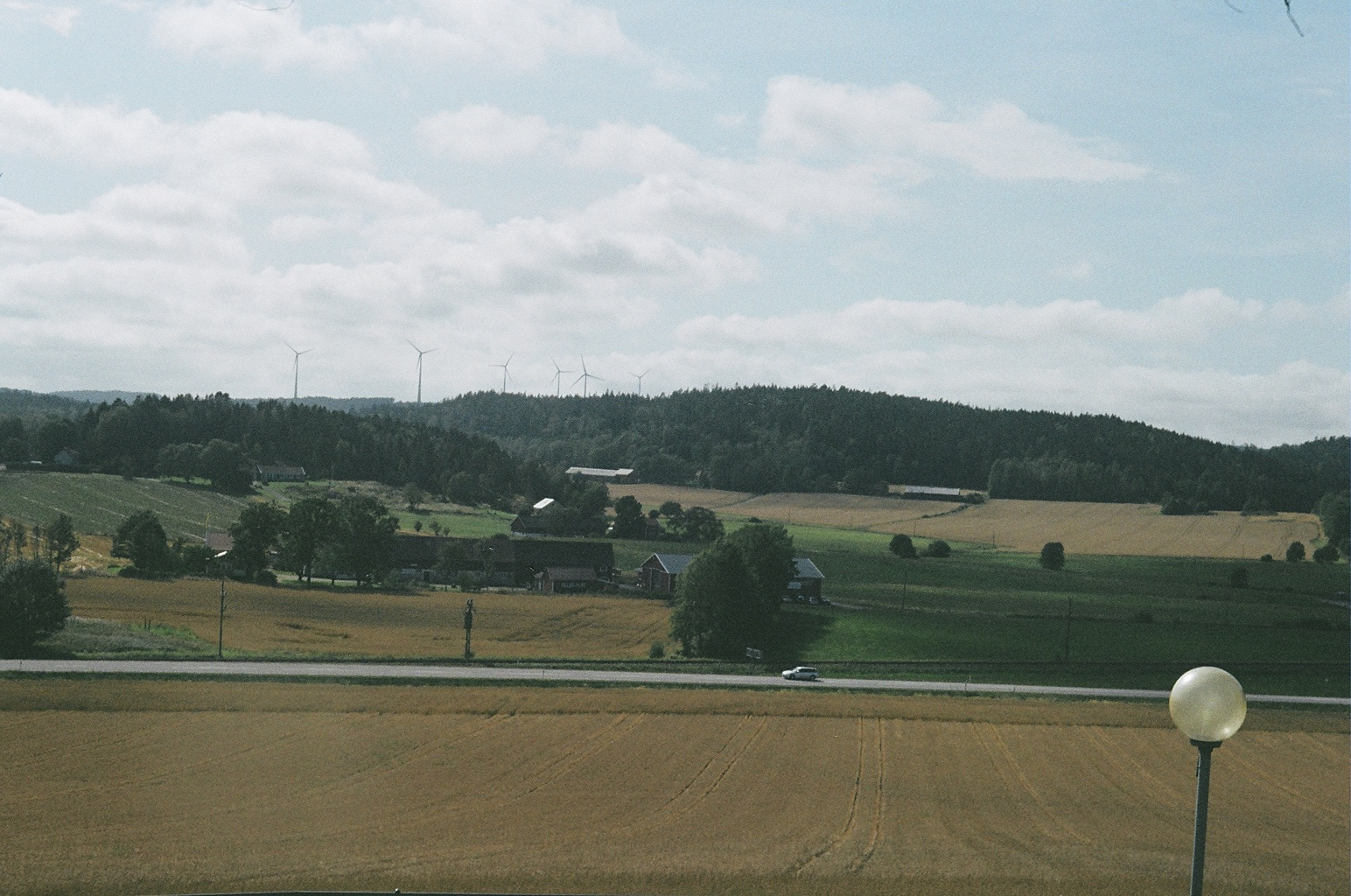
Paisagem da comuna
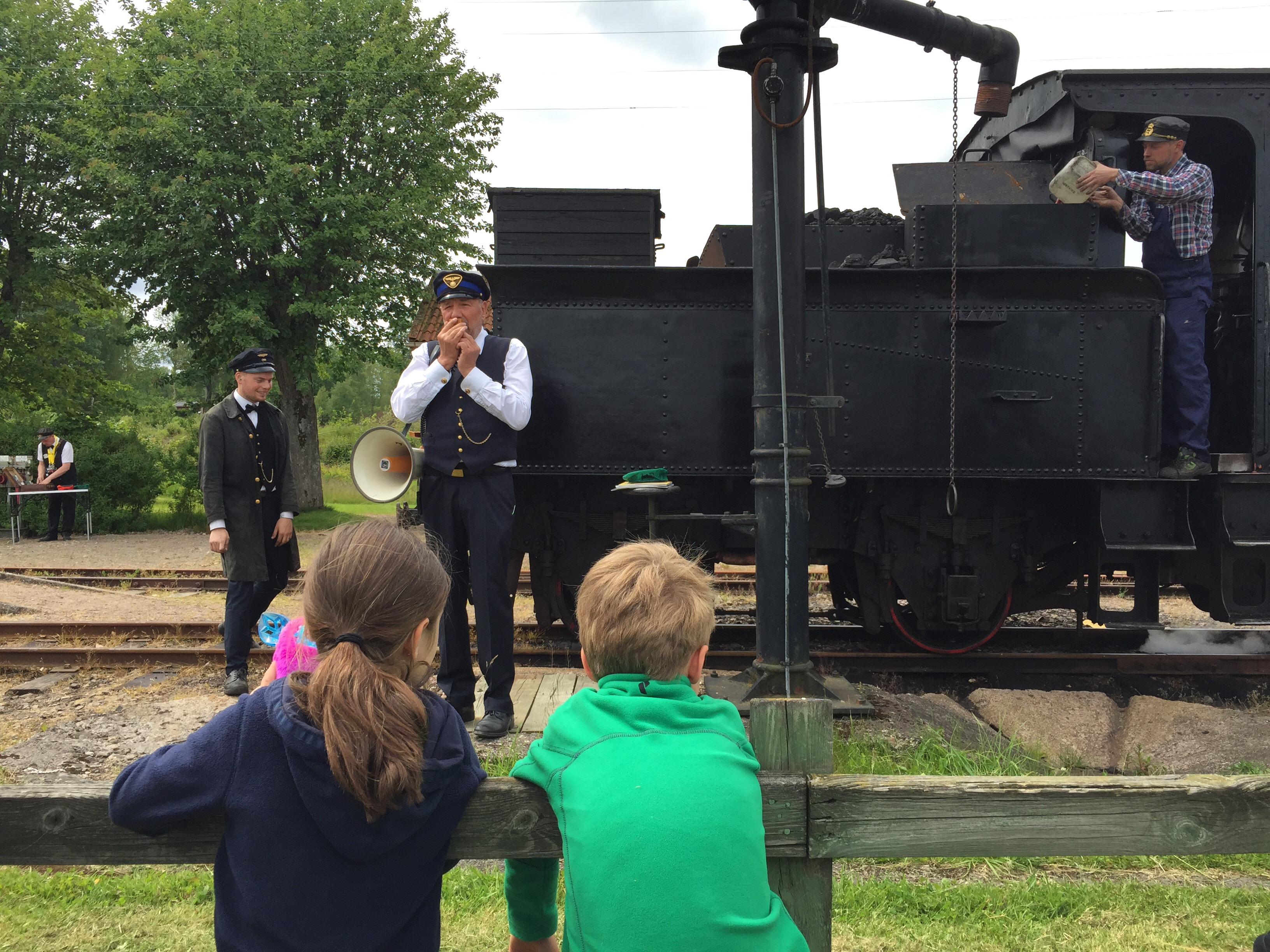
A ferrovia turística de Anten - Gräfsnäs
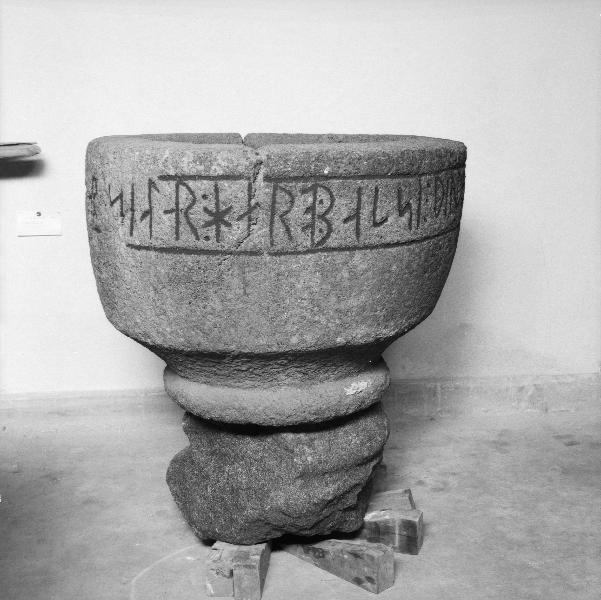
Pia batismal na igreja de Hemsjö
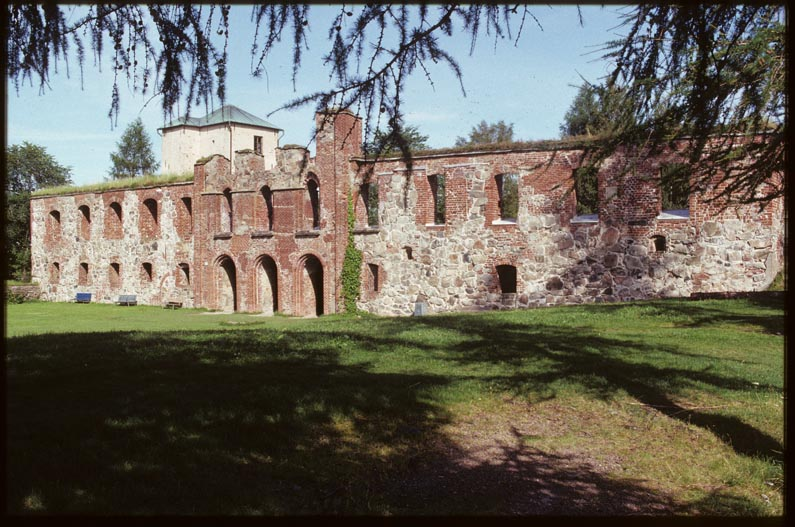
O antigo palácio de Gräfsnäs